# ایستگاه نیو استریت بیرمنگام
ایستگاه نیو استریت بیرمنگام (انگلیسی: Birmingham New Street station) یکی از اصلی‌ترین و مهم‌ترین ایستگاه‌های راه‌آهن کشور انگلستان در شهر بیرمنگام است.
این ایستگاه که در سال ۱۸۵۴ تأسیس شده دارای ۱۳ سکو می‌باشد و از طریق خط اصلی ساحل غربی به شهر لندن متصل می‌شود. ایستگاه بیرمنگام نیو استریت از ۳۰ مه ۲۰۱۶ به مترو میدلند متصل شده‌است.

## نگارخانه

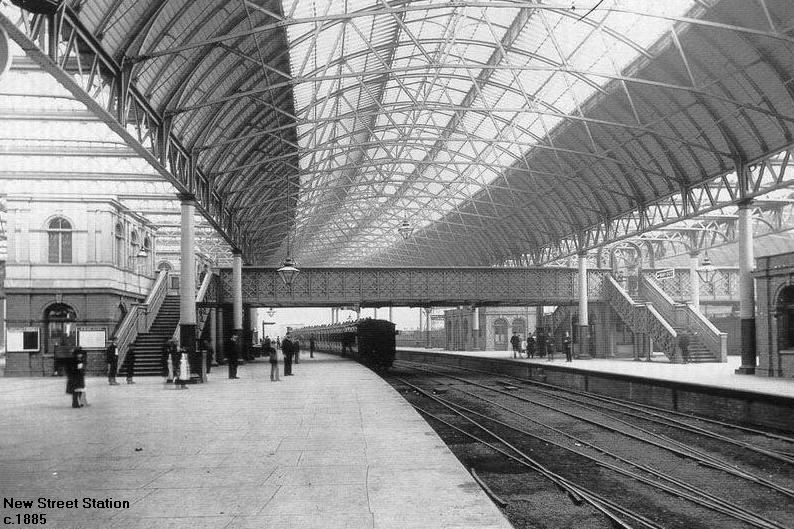
۱۸۸۵
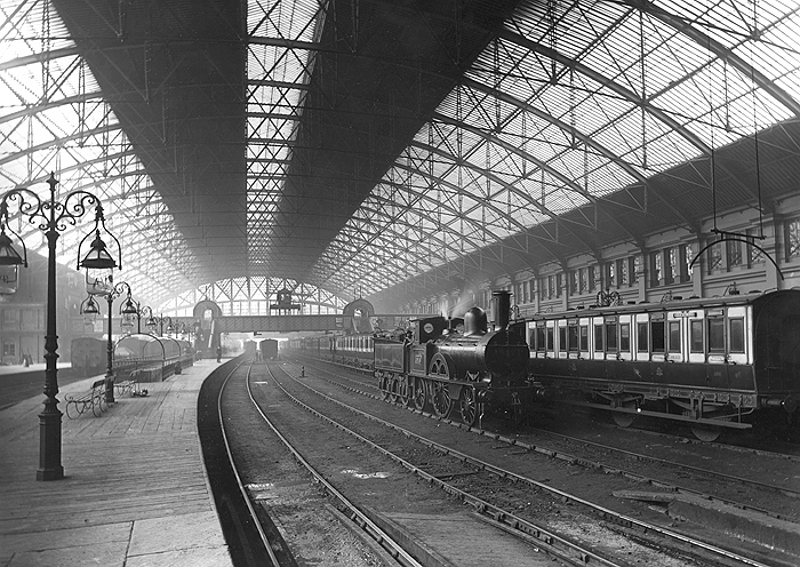
اواخر قرن ۱۹ میلادی
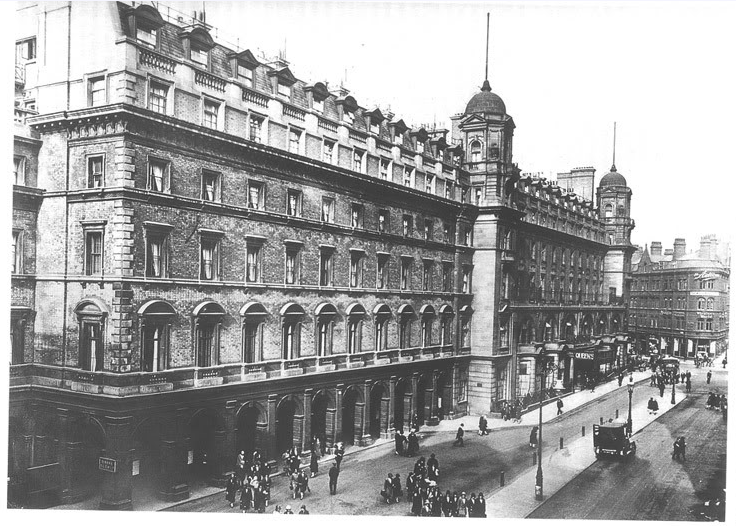
دهه ۱۹۱۰
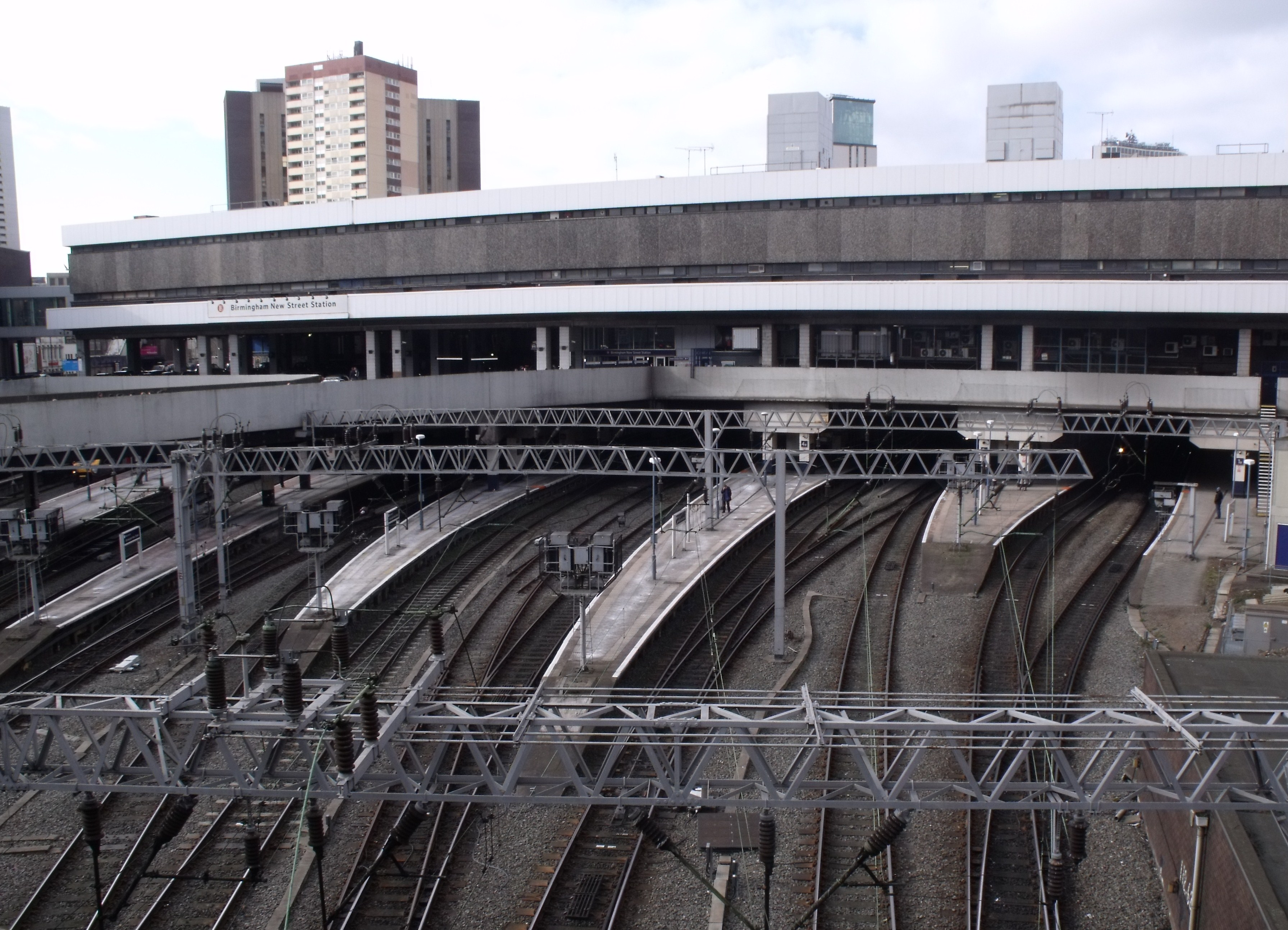
دهه ۱۹۶۰
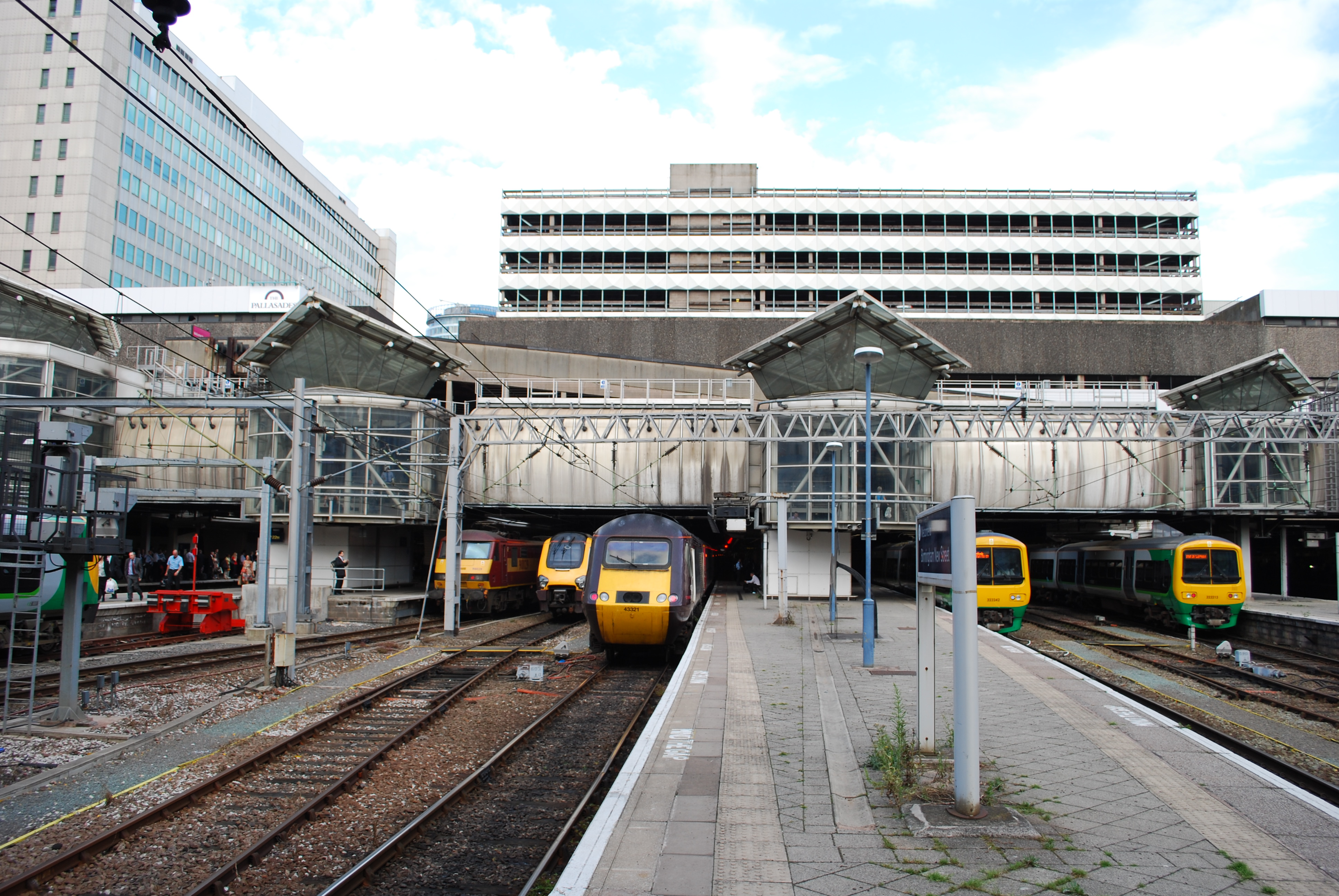
۲۰۰۹
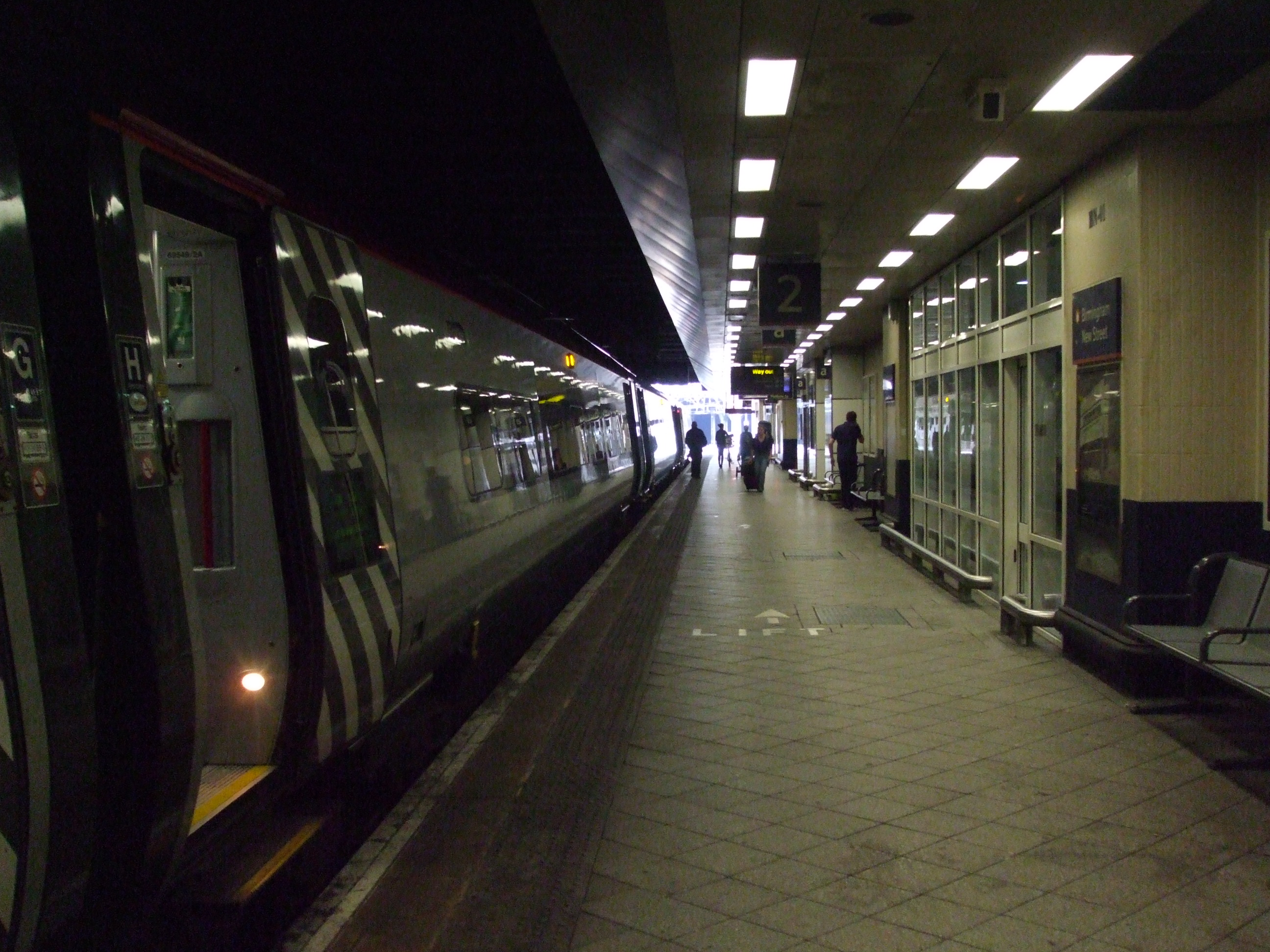
۲۰۰۹
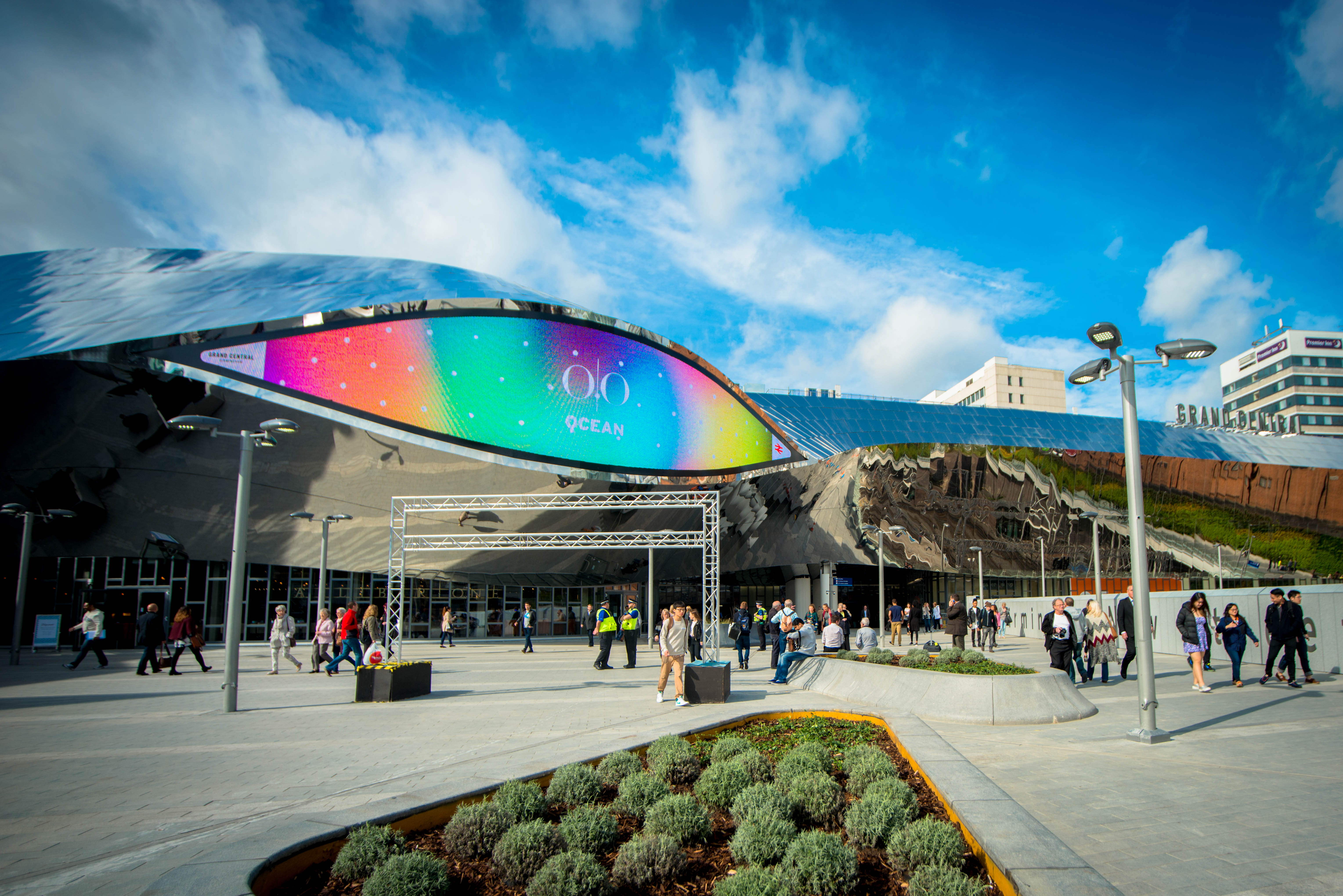
ورودی شرقی ایستگاه، ۲۰۱۵
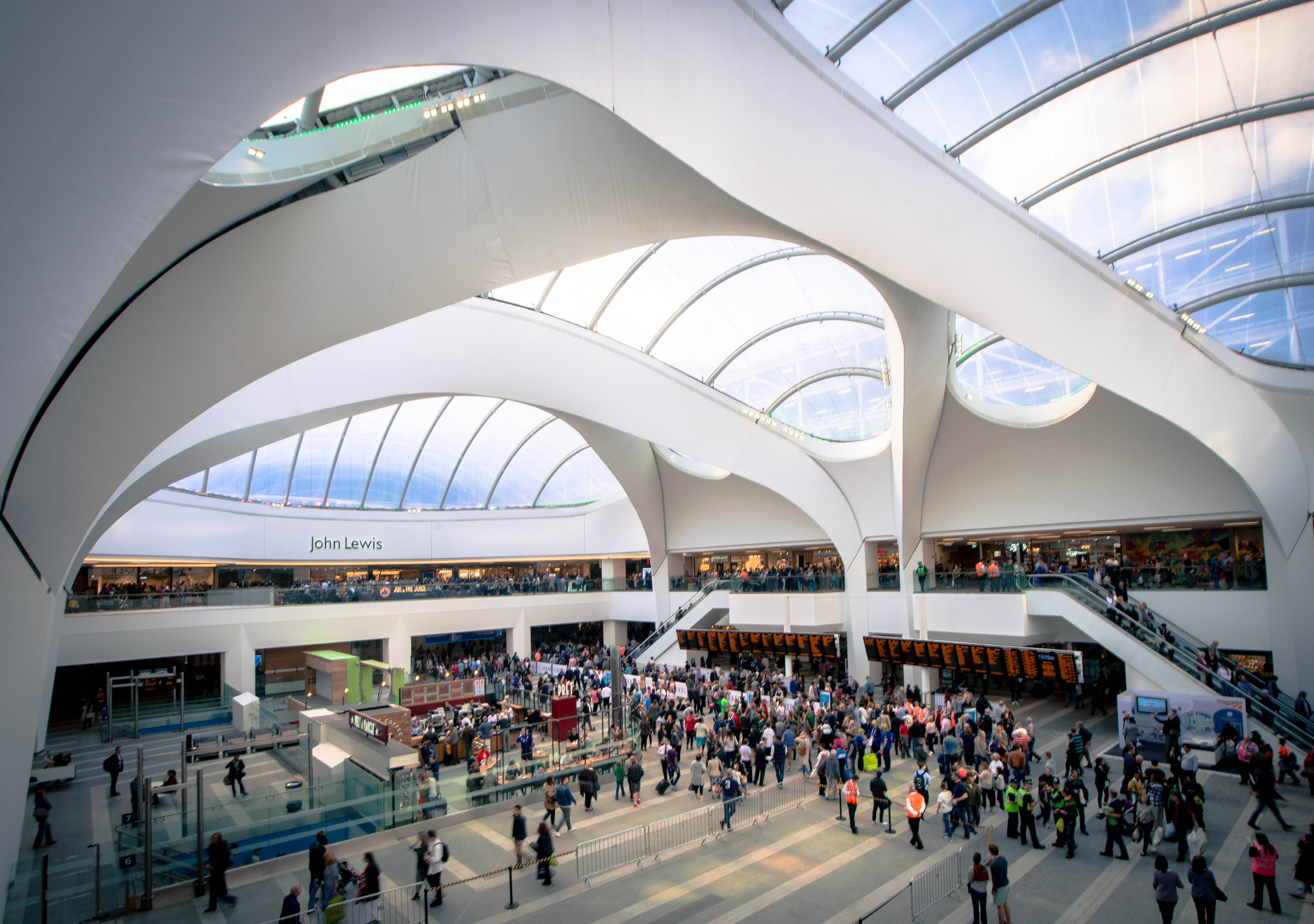